# Franz Sodann

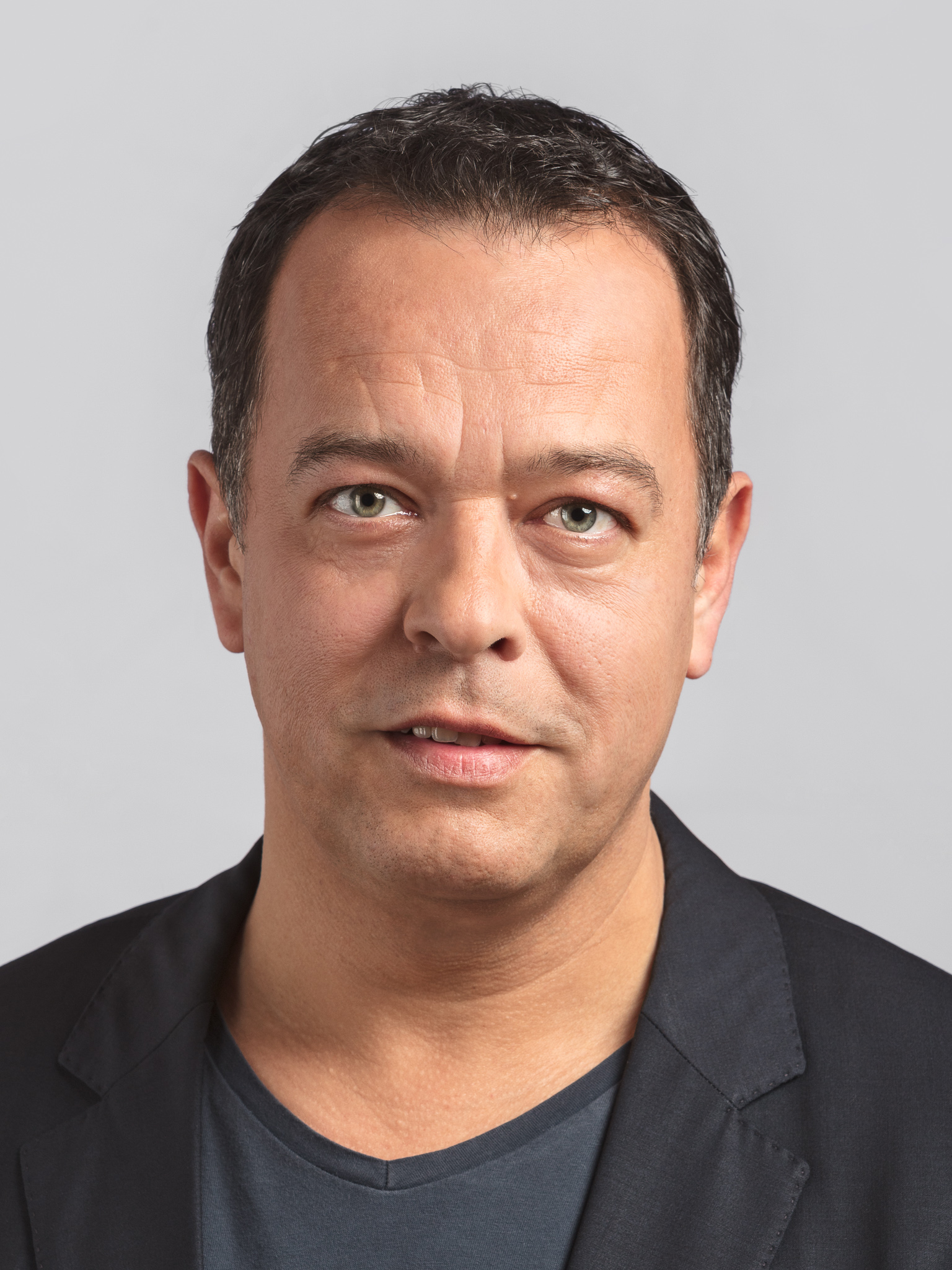
Franz Sodann (2019)

Franz Sodann (* 5. August 1973 in Leipzig) ist ein deutscher Schauspieler, Kunstagent und Politiker (Die Linke). Er war von 2014 bis 2024 Abgeordneter im Sächsischen Landtag.

## Karriere
Franz Sodann ist der Sohn des 2024 verstorbenen Schauspielers Peter Sodann. Er absolvierte von 1995 bis 1999 die Hochschule für Schauspielkunst „Ernst Busch“ Berlin. Es folgten Engagements unter anderem am Theater am Goetheplatz in Bremen, am Theater Altenburg-Gera und am Theater Senftenberg.  Von 1995 bis 2007 wirkte er auch als Schauspieler in einigen deutschen Fernsehserien und Filmen mit.
Im Jahr 2009 trat er der Partei Die Linke bei. Bei den Landtagswahlen 2014 und 2019 wurde er über die Landesliste der Linken in den sächsischen Landtag gewählt gewählt. Sodann war kulturpolitischer Sprecher der Linksfraktion, Mitglied des Ausschusses für Hochschule, Wissenschaft und Kunst, des Ausschusses für Schule und Sport und des Kultursenats von Sachsen. Bei der Landtagswahl 2024 kandidierte er nicht erneut.
Sodann ist verheiratet und hat zwei Kinder.

## Filmografie
- 1995: Polizeiruf 110: Grawes letzter Fall
- 2001: In aller Freundschaft
- 2001: Tatort: Trübe Wasser
- 2003: Tage des Sturms
- 2003: Polizeiruf 110: Mama kommt bald wieder
- 2007: Tatort: Die Falle